# Fjortonde söndagen efter trefaldighet
Fjortonde söndagen efter trefaldighet är en av söndagarna i "kyrkans vardagstid".
Den infaller 22 veckor efter påskdagen.
Den liturgiska färgen är grön.
Temat för dagens bibeltexter enligt evangelieboken är Enheten i Kristus:, och en välkänd text är ett avsnitt ur Jesu översteprästerliga förbön i Johannesevangeliet, samt en text ur Lukasevangeliet där Jesus säger:
Den störste bland er skall vara som den yngste, och den som är ledare skall vara som tjänaren.

## Svenska kyrkan

### Texter
Söndagens tema enligt 2003 års evangeliebok är Enheten i Kristus. De bibeltexter som används för att belysa dagens tema är:
| Första årgången                                                  | Andra årgången                                                | Tredje årgången                                                          | Psaltarpsalm     |
| Hesekiel 37:15-22 Efesierbrevet 4:1-6 Johannesevangeliet 17:9-11 | Jesaja 11:10-13 Filipperbrevet 2:1-5 Lukasevangeliet 22:24-27 | Amos 9:11-15 Första Korinthierbrevet 1:10-13 Johannesevangeliet 17:18-23 | Psaltaren 95:1-7 |

### Fotnoter
1. ↑  ”Fjortonde söndagen efter trefaldighet”. Svenska kyrkan. https://www.svenskakyrkan.se/troochandlighet/kyrkoarets-bibeltexter?helgdag=66. Läst 27 november 2015.
2. ↑   Den svenska psalmboken med tillägg. Stockholm: Verbum. 2005. sid. 1515–1518. Libris ht7wjxh8f3k4gcqk. ISBN 978-91-526-5515-3